# Zumba
- Element în listă cu puncte

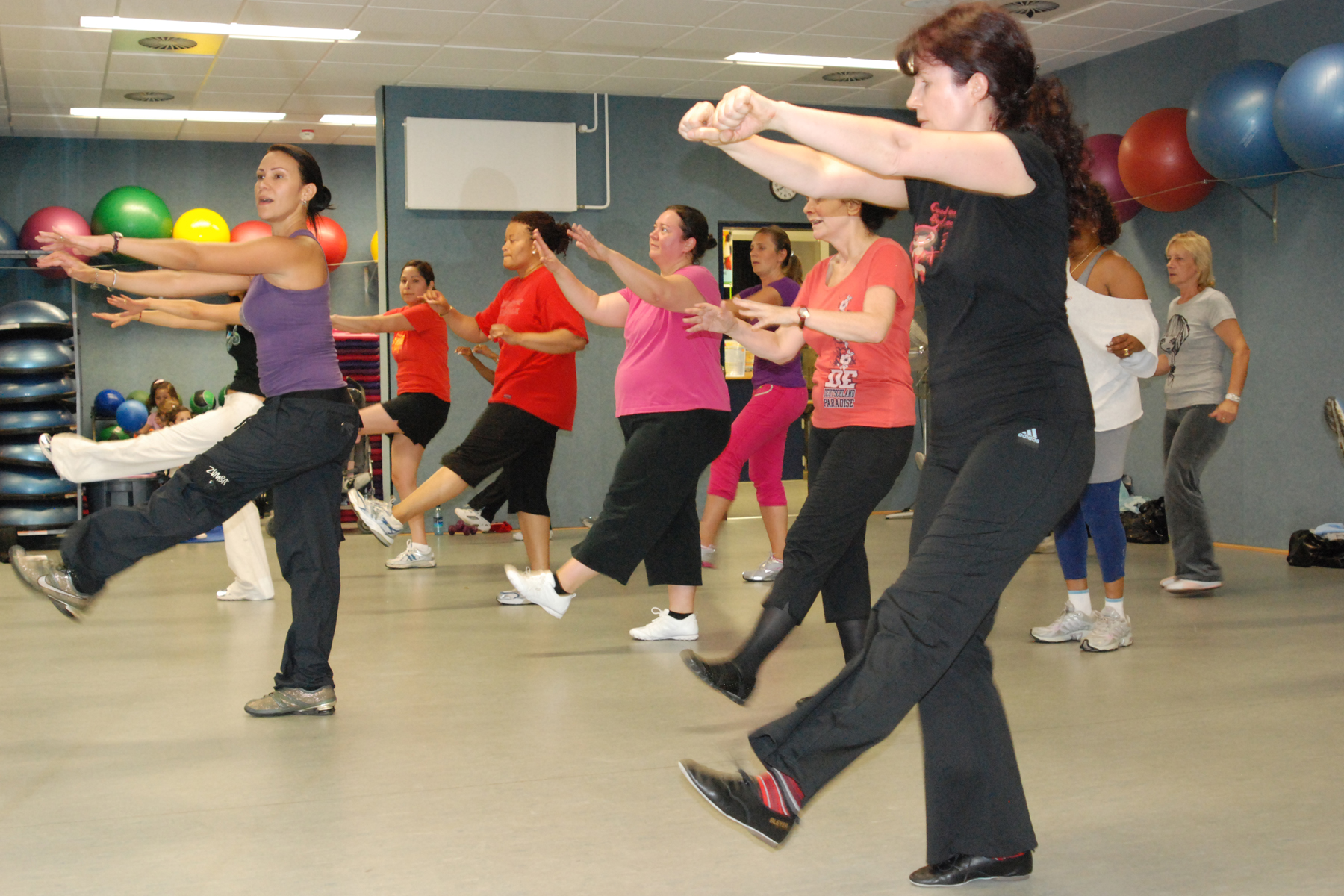
Un instructor de Zumba care își desfășoară activitatea într-un centru de fitness.

Zumba este un program de fitness inspirat din dansurile latino și creat de către cunoscutul dansator și coregraf columbian, Alberto "Beto" Perez, în cursul anilor '90.
Zumba implică o combinație între elemente ce țin de dans și elemente din sfera aerobicului. Coregrafia Zumba încorporează mișcări de hip-hop, soca, samba, salsa, merengue, reggaeton, mambo, arte marțiale, și chiar bollywood, respectiv dans din buric. Sunt incluse și exerciții de squat și streching.
Dupa succesul pe care l-a cunoscut în SUA, Zumba s-a răspândit cu rapiditate în întreaga lume, astfel încât, în iulie 2009, programul de dance-fitness a ajuns să fie predat de 30.000 de instructori autorizați în 40.000 de locații din 75 de țări, din Canada până în China.  În România au apărut primele clase autorizate de Zumba în 2010, în locații precum București, Sibiu, Cluj, Oradea, Alba-Iulia, Brașov, fiind în continuă extindere.
Zumba nu percepe taxe pentru dreptul de autor, intructorii autorizați, odată instruiți, fiind liberi să anteneze în orice club de fitness.

## Istoric

### Apariție
Zumba este practic rezultatul unui "fericit accident", așa cum descrie însăși fondatorul întregului concept. În 1986, Beto Perez, instructor de fitness în orașul său natal Cali, Columbia, și-a uitat caseta cu muzica sa clasică pentru cursul de aerobic pe care îl preda. Soluția pe care a găsit-o a fost să utilizeze muzica pe care o avea la dispoziție în acel moment și pe care o asculta de obicei în mașină (salsa și merengue), improvizând un program de aerobic ieșit din tiparele tradiționale. Întrucât acea ședință de dance-fitness a avut un impact extraordinar printre cursanți, Beto a conretizat ideea într-un nou program revoluționar de fitness, intitulat "Zumba Fitness Party".
Zumba, în Columbia, este un argou pentru distracție și se traduce sub expresia: "să te miști repede".

### Evoluție în timp
După succesul cunoscut în Columbia, Beto s-a mutat în 2001 în SUA, mai precis în Miami, Florida, unde a făcut echipă cu Alberto Perlman și prietenul său din copilărie Alberto Aghion, înființând compania Zumba Fitness. Cei trei au produs un film demonstrativ în urma căruia conceptul a fost descoperit și înregistrat de către compania Fitness Quest, în vederea inițierii unei campanii directe de marketing și creării unei linii de filme pentru practicarea mai facilă a acestui sport, acasă, așa numitele home videos.
Rezultatul imediat al campanei derulate s-a concretizat în reușita de a vinde peste un milion de DVD-uri în șase luni.
În 2005, a luat naștere Zumba Academy, cu scopul de a licenția instructori autorizați de Zumba, care aveau, în urma absolvirii, posibilitatea de a preda cursuri de Zumba Fitness.

## Muzica Zumba
Muzica este principalul element care conferă originalitate, energie și bună dispoziție, cel prin prisma căruia este posibilă o diferențiere a ceea ce înseamnă Zumba între alte antrenamente de aerobic.
Exercițiile Zumba includ atât melodii cu ritmuri lente sau ritmate, cât și piese potrivite unui antrenament de rezistență. Muzica vine din variate stiluri de dans: cumbia, salsa, merengue, mambo, flamenco, chachacha, hip-hop, soca, samba,  reggaeton, bollywood, dans din buric, bhangra, axé și tango.

## Tipuri de exerciții
O ședință de Zumba durează în medie o oră și cuprinde partea de încălzire, pe parcursul a 2-3 melodii, însemnând circa 5-10 minute, antrenamentul propriu-zis, care durează cam 45 minute și se poate face pe diverse ritmuri, cel mai adesea, latino, iar în final, partea de relaxare, numită cool down, timp de aproximativ 5 minute.  Zumba Fitness își sprijină membri ZIN (Zumba Instruction Network) cu muzica și coregrafiile necesare desfășurării propice a programelor de dance-fitness.
Deși pare un sport hibrid, Zumba este recomandat de specialiști tocmai pentru numeroasele beneficii atât asupra fizicului, cât și asupra psihicului celor care îl practică. Mișcările  Zumba solicită și pun în mișcare toate grupele de mușchi, modelând și tonifiând corpul. În același timp, acestea acționeză precum exercițiile cardio, solicitându-ți inima și îmbunătățindu-ți sistemul cardiovascular. Așadar, în timpul unei ședințe se poate ajunge la arderea între 700 și 1000 de calorii, ceea ce face din Zumba un program recomandat celor care vor să scape sănătos și eficient de kilogramele în plus.
Există șapte stiluri diferite de cursuri stabilite și organizate pe niveluri de vârstă și rezistență, inculzând și așa numitul Aqua Zumba, curs realizat în piscină.

## Produse
Compania Zumba Fitness a început, în anul 2002, să comercializeze DVD-uri.  Prin colaborarea cu Mark Burnett și Emilio Estefan (soțul Gloriei Estefan) produsele Zumba au ajuns să fie cunoscute și pe piața hispanică, prin intermediul televiziunii. Popularitatea brandului a crescut odată promovarea sa în rândul celebrităților de la Hollywood. Personalități cum ar fi Ricky Martin, Eva LaRue ("CSI Miami"), Vivica A. Fox ("Curb Your Enthusiasm"), Stacy Keibler ("Dancing with the Stars"), Hunter Tylo ("The Bold and the Beautiful"'), și fosta Miss Univers Dayanara Torres au renunțat la antrenamentele lor clasice în favoarea Zumba Fitness.
În 2008, a apărut Zumba Fitness Total Body Transformation System, cel mai bine vândut DVD de fitness pentru acasă, avându-l protagonist pe deja consacratul Beto, în compania unor starelete noi în această sferă, Tanya Beardsley și Gina Grant.
Mai mult, compania s-a extins prin lansarea unei linii de îmbrăcăminte, "Zumbawear" - accesorii, muzică, CD-uri și, în 2010, a revoluționat lumea fitness-ului, prin lansarea primului joc video, Zumba video game, disponibil pe Wii, Xbox și PS3, fiind urmat de mai recentul Zumba Fitness 2.

## Zumbathon
Zumbathon® este un eveniment sau o curs special de Zumba (Master Class) inițiat în scopuri caritabile, sub deviza "Arzi calorii, te distrezi și ajuți oameni."